# Ermita del Santísimo Cristo del Calvario
La ermita del Santísimo Cristo del Calvario de Gata de Gorgos es el segundo edificio religioso de importancia del pueblo. Está dedicada al patrón, el Santísimo Cristo del Calvario. El templo se encuentra en lo alto de una colina en las afueras de Gata.

## Historia
La devoción de los habitantes del pueblo hacia esta imagen tiene su origen a finales del siglo XVIII. Según la tradición, Vicente Mulet, nacido en Gata, beneficiado de la Catedral y rector de Denia, durante un paseo por las playas de ésta, unas luces llamaron su atención, cuando se acercó comprobó que sobre el agua flotaba una pequeña imagen de un Cristo crucificado. Al día siguiente fue a su pueblo natal, contando lo sucedido en la iglesia parroquial. Así, mosén Vicent Mulet impulsó la construcción de una capilla donde alojar y venerar la imagen.
Las obras empezaron en 1762 con la colaboración y recursos del rector de Denia, y la ayuda de los principales agricultores del pueblo, se terminaron en 1770 cuando la ermita fue bendecida y se celebró la primera misa.
Desde entonces la devoción por el Cristo fue aumentando, devoción reforzada por los hechos, entre la historia y la leyenda, del año 1812. Durante la Guerra del Francés con las tropas cercanas a Gata, mucha gente optó por esconderse en el interior de la ermita. Los soldados se encontraron con un pueblo vacío, y al ver la ermita decidieron acercarse. A pocos metros del edificio, un árbol blanco (una especie de álamo, cortado durante la guerra civil para aprovechar la leña) empezó a moverse rápidamente y a desprender un fuerte resplandor que cegó a los soldados y asustó a los caballos, hechos que provocaron su huida.
En 1886 el rector Juan Martínez Blasco impulsó la construcción del primer cementerio (hasta entonces los muertos se enterraban en el cementerio adyacente de la iglesia). El lugar escogido fue la ladera del cerro donde se ubica la ermita. Y aprovechando estas obras decidió ampliar el edificio, ya que para entonces ya se consideraba a Cristo como el patrón del pueblo y se había quedado pequeña la ermita
En 1905 se construyen las catorce capillas o estaciones del Vía Crucis. El rector de entonces, mosén Antonio Gómez pidió el permiso al arzobispado:

... Suplica a S.I. se digne conceder licencia para erigir el Vía Crucis público en el camino de la ermita del Santísimo Cristo en el Pueblo de Gata. Gracia que espera obtener de la bondad de S.I. que Dios guarde muchos años.

 El mismo año se hará la espadaña que corona la fachada y aloja la campana.
La bonanza económica de los años veinte favoreció que el rector Joaquín Alonso recibiera limosnas para ornamentar el interior del templo, hecho que se produjo en 1927. En 1933 consta que además del titular existían imágenes del Ecce Homo, la Virgen de los Dolores y San Miguel.
Durante la guerra civil española se destruyeron todas las imágenes y ornamentos y el edificio funcionó como hospital y dependencias benéficas. Dos acólitos, Fernando Soler y José Vives, subieron hasta la ermita y encontraron la figura de Cristo partida en varios trozos, se repartieron los fragmentos y la escondieron. Terminada la guerra, Jaime Mulet trasladó la imagen a Valencia y costeó la restauración. El 24 de julio del mismo año el arzobispo autorizó al rector Alejo Sendra la bendición de la imagen, y en 1941 se consagró la mesa del altar. En 1952 se bendijeron las catorce nuevas estaciones del calvario, también destruidas durante la guerra.
La reforma más importante del edificio se llevó a cabo en 1974. El rector Manuel Frases promovió una junta pro restauración, con lo que consiguió fondos suficientes para realizar la obra. Esta fue dirigida por los aparejadores Amador Signos y Vicent Soler. Las principales actuaciones fueron la demolición y posterior reconstrucción del techo y tejado, instalación de luz eléctrica, el picado y lucimiento de los muros, apertura de huecos para las vidrieras, el basamento y los capiteles de los pilares, un nuevo pavimento, la construcción de la acera que rodea el edificio, etc. El total de la obra costó un millón de pesetas, terminada la obra, el rector publicó una carta de agradecimiento a todo el pueblo.

## Descripción arquitectónica
La estructura de la ermita es la de una iglesia a escala reducida, con tres naves, una central y dos laterales,
además de dos estancias alargadas junto al presbiterio. Detrás de este está la sacristía y otra estancia
utilizada como almacén de
los utensilios empleados en la ermita y las procesiones. Cinco pilares a cada lado de la nave articulan el interior y sujetan el entablamento desde donde parte la bóveda de cañón con arcos fajones. Las pilastras adosadas a los pilares tienen un capitel en forma de casetón con una cruz eculpida.
Entre el segundo y tercer pilar se levanta una cúpula sin linterna con un tambor con los óculos cegados y pilastras acanaladas. Entre los mismos pilares hay arcos de medio punto que configuran las pequeñas capillas laterales de la entrada y facilitan la comunicación amn las estancias laterales, las cuales están recurridas en la parte inferior por un banco de piedra.
En las capillas laterales de la entrada se sitúan las imágenes del Santo Sepulcro, y sobre una peana pequeña la de San Ramón, en la otra la Virgen de los Dolores y un San Peregrino Lazioni. En el presbiterio está la mesa del altar y detrás la imagen del Santísimo Cristo del Calvario dentro de un templete dorado sobre unas nubes con querubines y sujetado por dos ángeles.
En el exterior observamos una fachada sencilla y rústica, con un pórtico de tres arcos de medio puntos de piedra. Sobre el arco principal está situada la última estación del Vía Crucis. Y rematando todo está la espadaña con la campana.